# Proghma-C
Proghma-C – polska grupa muzyczna wykonująca metal progresywny.
Zespół powstał w 2002 roku w Gdańsku, jego założycielami są Łukasz "Kuman" Kumański oraz Tomasz "Tuar" Wolter. Do współpracy zapraszają gitarzystę Pawła "Smagę" Smakulskiego z formacji Noctum. Następnie do składu doszedł Marek "Hudy" Chudzikiewicz z zespołu Yattering, lecz po miesiącu odchodzi w wyniku niedyspozycji. Po nieudanych poszukiwaniach nowych członków zespół rozpadł się. Kuman dołączył do zaprzyjaźnionego bandu o nazwie Nozzier, którego liderem jest Piotr "Zwierzak" Kawalerowski. W tym czasie Smaga zajmuje się sprawami osobistymi, natomiast Tuar komponuje w zaciszu domowym. W 2005 roku muzycy się spotykają i postanawiają spróbować jeszcze raz. Tego samego roku do grupy, w roli wokalisty, dołączył Piotr "Bob" Gibner, z którym Proghma-C nagrywa swoje pierwsze EP pt. "Down In A Spiral". Po jej wydaniu zespół wziął kilkumiesięczną przerwę. W 2009 roku zespół wydał swój pierwszy album studyjny o nazwie "Bar-do Travel".
15 września 2015 roku zespół ogłosił, że na pozycji wokalisty Piotra Gibnera zastąpił Patryk Zwoliński, wcześniej znany jako frontman Blindead.

## Dyskografia
- Down In A Spiral (EP, 2005)
- Bar-do Travel (2009)